# Futbalový Klub Pohronie Žiar nad Hronom Dolná Ždaňa

Il Futbalový Klub Pohronie Žiar nad Hronom Dolná Ždaňa, meglio noto come Pohronie, è una società calcistica slovacca con sede nella città di Žiar nad Hronom. Milita nella 2. Liga, la seconda divisione del campionato slovacco.

## Storia
Il 1º giugno 2012, due società decisero di unirsi per creare un unico sodalizio che potesse competere con le altre squadre del paese. La fusione riguardava il Sokol Dolná Ždaňa e il FK Žiar nad Hronom. Nella stagione 2018-2019 il club vincendo la seconda divisione slovacca viene promosso per la prima volta nella sua storia in prima divisione.

## Palmarès

### Competizioni nazionali
- 2. Liga: 1

2018-2019
- 3. Liga: 1

2012-2013 (girone est)

## Organico

### Rosa 2020-2021
Aggiornata al 4 febbraio 2021.
| N. |                           | Ruolo | Calciatore             |
| -- | ------------------------- | ----- | ---------------------- |
| 1  | Slovacchia (bandiera)     | P     | Tomáš Jenčo            |
| 2  | Slovacchia (bandiera)     | D     | Richard Župa           |
| 3  | Slovacchia (bandiera)     | D     | Samuel Jenat           |
| 4  | Costa d'Avorio (bandiera) | D     | Willie Britto          |
| 5  | Rep. Ceca (bandiera)      | D     | Petr Pavlík (capitano) |
| 6  | Slovacchia (bandiera)     | D     | Andrej Štrba           |
| 7  | Rep. Ceca (bandiera)      | A     | Petr Galuška           |
| 8  | Costa d'Avorio (bandiera) | C     | Ismael Dao             |
| 9  | Svizzera (bandiera)       | A     | Adler Da Silva         |
| 10 | Burkina Faso (bandiera)   | C     | Cedric Badolo          |
| 11 | Rep. Ceca (bandiera)      | A     | Ondřej Chvěja          |
| 14 | Inghilterra (bandiera)    | C     | James Weir             |

| N. |                       | Ruolo | Calciatore      |
| -- | --------------------- | ----- | --------------- |
| 15 | Slovacchia (bandiera) | C     | Martin Adamec   |
| 17 | Slovacchia (bandiera) | P     | Libor Hrdlička  |
| 18 | Slovacchia (bandiera) | C     | Patrik Blahút   |
| 19 | Mali (bandiera)       | C     | Ladji Mallé     |
| 20 | Francia (bandiera)    | C     | Élie N'Zeyi     |
| 22 | Slovacchia (bandiera) | D     | Bernard Petrák  |
| 23 | Gambia (bandiera)     | A     | Alieu Fadera    |
| 29 | Francia (bandiera)    | C     | David Bangala   |
| 30 | Slovacchia (bandiera) | P     | Samuel Dovec    |
| 32 | Slovacchia (bandiera) | D     | Dominik Špiriak |
| 75 | Francia (bandiera)    | D     | Thomas Heurtaux |
| 77 | Slovacchia (bandiera) | C     | Peter Mazan     |